# Wainia sakaniensis
Wainia sakaniensis är en biart som först beskrevs av Cockerell 1936.  Wainia sakaniensis ingår i släktet Wainia och familjen buksamlarbin. Inga underarter finns listade i Catalogue of Life.